# Мейли (скандинавская мифология)
Мейли (др.-сканд. ˈmɛile) — сын Одина и брат Тора. Бог путешествий. Чаще всего его изображали одетым в дорожный плащ и опирающимся на посох, как и его отца Одина. Упоминается в Старшей Эдде (в поэме Hárbarðsljóð) и Младшей Эдде (в поэме Хаустлёнг, где он прямо называется сыном Одина). В XIX веке некоторые ученые высказывали предположение, что его матерью могла быть богиня Земли Ёрд. Также в XIX веке Виктор Рюдберг предполагал, что Бальдр и Мейли — это один и тот же бог. Действительно, имя Мейли может означать "красавчик", другая ассоциация Бальдра и Мейли более сложная: Рюдбек находит кеннинг дождь Мейли для дождя из оружия. Поскольку таким дождем боги осыпали Бальдра (считая, что его нельзя убить), то Рюдбек предполагает, что Мейли и есть Бальдр.
В поэме Старшей Эдды Hárbarðsljóð Мейли упоминается лишь однажды, когда Тор заявляет, что, даже если бы он был преступником, он раскрыл бы свое имя и свою родину, поскольку он сын Одина, брат Мейли и отец Магни.
В книге Младшей Эдды «Язык поэзии» Мейли упоминается четыре раза. В главе 17 приведены стихи из поэмы Хаустлёнг, где Тор упоминается как «брат Мейли». В главе 22 приводятся цитаты из Хаустлёнга, в которой в кеннинге для бога Хёнир Мейли упоминается как «step-Meili». В главе 23 приводится цитата из произведения скальда Тьодольв из Хвинира, в которой Тор назван братом Мейли. В главе 75 Мейли упоминается в списке имен асов Æsir и назван сыном Одина (между богом Бальдром и богом Видаром).